# Cocaine
Cocaine е песен, написана и записана от Джей Джей Кейл през 1976 година, и добила още по-широка известност, когато Ерик Клептън записва нейна кавър версия. Уебсайтът „Олмюзик“ нарича втората версия един от най-запазените популярни хитове на Клептън и отбелязва, че дори за творец като Клептън с огромно творчество от най-висока класа, Cocaine се нарежда сред най-доброто му.
Глин Джонс, който по-рано работи с Ху, Лед Цепелин и Ролинг Стоунс, продуцира записа на Клептън, който влиза в състава на албума Slowhand от 1977 г. и отделно излиза като сингъл през 1980 г. Концертният запис от токийския албум Just One Night се закача за класацията на Билборд Хот 100 като Б-страна на Tulsa Time -- хит, достигнал позиция №30 през 1980 г. Освен Cocaine, Клептън записва версии на още няколко парчета на Кейл, включително After Midnight и Travelin' Light.
Ерик Клептън описва Cocaine като песен, посветена на борбата с наркотиците. Той нарича песента доста остроумно бореща се с наркотиците:
„Няма смисъл да се пише преднамерена песен за борбата с наркотиците и да се очаква, че тя ще стане популярна. Защото, общо взето, хората ще се разстроят от това. Би ги разстроило, ако някой ги принуждава да приемат нещо. Така че, най-добре е, ако им се предложи нещо двусмислено – нещо, което при изучаване или при размисъл би се разкрило като противоборческо -- а песента Cocaine е всъщност песен против наркотиците. Ако я изучите, или я погледнете с малко мисъл... от разстояние... или така, както си върви... тя просто звучи като песен за кокаина. Но всъщност, тя по доста остроумен начин е против кокаина.“